# Звёздный (кинотеатр, Москва)
«Звёздный» — кинотеатр в Москве в районе Проспект Вернадского Западного административного округа по адресу Проспект Вернадского, 14.

## История
Во второй половине XX века кинотеатры в СССР рассматривались как обязательная составляющая общественного центра каждого жилого района. В 1965 году на 1000 жителей Москвы приходилось 10,2 места в кинотеатрах, к 1971 году этот показатель вырос до 12,8, а плановый показатель на момент наступления коммунизма составлял 20 мест на 1000 горожан. Кинотеатр «Звёздный» был построен в 1971—1974 годах по проекту архитекторов Георгия Чалтыкьяна и Владимира Шера и инженеров Л. Кагана, Е. Суслова и О. Соловьёва на пересечении проспекта Вернадского и улицы Удальцова.

## Архитектура
«Звёздный» проектировался как кинотеатр «первого экрана», где новинки кинопроката показывали после премьеры, перед отправкой плёнки в кинотеатры поменьше и дома культуры. Первоначально в здании планировались либо 2 зала на 1200 и 600 зрителей, либо 3 зала, совокупно вмещающие 2000 человек. В 1971 году Исполком Моссовета постановил строить кинотеатры с расширенным набором культурно-просветительских функций, поэтому в проект «Звёздного» были добавлены гардероб, эстрады и артистические комнаты, а площадь теперь уже киноконцертных залов сократилась до 1000 и 400 мест соответственно.
Залы «Звёздного» были состыкованы по одной оси, и композиционно кинотеатр представлял собой параллелепипед с остеклённым первым этажом, вмещающим вестибюль, фойе и кассы, и глухими стенами с прорезями аварийных выходов. Продольные фасады Чалтыкьян облицевал квадратными панелями тонированного под бронзу анодированного алюминия, которые служили своеобразной отсылкой к оформлению павильона «Радиоэлектроника» на ВДНХ: футуристичное оформление этого павильона скрывало старый фасад павильона «Поволжье», первая версия которого была построена по проекту Чалтыкьяна в 1937 году и снесена в 1938. Скромность композиции «Звёздного» объяснялось тем, что по первоначальному проекту к торцу кинотеатра планировалось пристроить здание универмага: вместе они должны были закрыть вид на непрезентабельный массив 5-этажек со стороны проспекта Вернадского. Однако после начала проектирования универмага нового типа на соседней станции метро «Юго-Западная» от строительства универмага по соседству с кинотеатром отказались.

## Современность
Со временем алюминиевые панели на фасаде кинотеатра утратили первоначальный блеск под воздействием выхлопных газов, но на протяжении 40 лет «Звёздный» оставался одним из самых посещаемых кинотеатров Москвы, а в 1980-х годах принимал фестивали молодых кинематографистов. В апреле 1975 года в рамках культурного обмена с Англией в кинотеатре прошли единственные в СССР официальные показы мультфильма «Жёлтая подводная лодка». В 1989 году в «Звёздном» проходила акция «Next Stop Rock'n'Roll», на которой выступала группа «Гражданская оборона». Запись того концерта вошла в издание «Свет и стулья». В 2000-х годах кинотеатр перешёл под управление компании «Каро Фильм», которая реконструировала двухзальный кинотеатр в 4-зальный с кафе, баром и игровыми автоматами. В 2012 году правительство Москвы озаботилось состоянием советских кинотеатров, расположенных в периферийных районах, и после обсуждения приняло решение об их реконструкции. В 2014 году «Звёздный» вместе с 38 другими кинотеатрами был куплен на торгах компанией, связанной с девелопером ADG Group, которая начала реконструкцию объектов в «районные центры» с кинозалами, магазинами, предприятиями общепита, мастерскими и творческими студиями.
По утверждениям девелопера, реконструкция «Звёздного» предполагала сохранение объёмов и основных конструкций и приспособление внутреннего пространства здания к новым задачам. Весной 2017 года Москомэкспертиза согласовала девелоперу проект реконструкции «Звёздного», которая началась в 2019 году. В феврале 2022 года завершилось оформление фасада кинотеатра золотистыми панелями со встроенной подсветкой. Проект предполагал размещение в здании 5 кинозалов на 685 зрителей, бара, ресторанов, продуктовых и непродовольственных магазинов, лестниц, эскалаторов и 5 лифтов. Открытие торгового центра под названием «Место встречи Звёздный» состоялось 31 августа 2023 года.